# Rhaphidorrhynchium decurvifolium
Rhaphidorrhynchium decurvifolium är en bladmossart som beskrevs av Brotherus 1925. Rhaphidorrhynchium decurvifolium ingår i släktet Rhaphidorrhynchium och familjen Sematophyllaceae. Inga underarter finns listade i Catalogue of Life.